# Nove giorni in un anno
Nove giorni in un anno (9 dney odnogo goda) è un film del 1962 diretto da Michail Romm.

## Riconoscimenti
- 1962 - Festival internazionale del cinema di Karlovy Vary
  - Globo di Cristallo